# アデライード・ド・ノルマンディー (1030-1090)
アデライード・ド・ノルマンディー（フランス語：Adélaïde de Normandie, 1030年ごろ - 1090年以前）は、オマール女伯（在位：1069年 - 1090年）。イングランド王ウィリアム1世の妹。

## 生涯
アデライードはノルマンディー公ロベール1世の庶子として1030年ごろに生まれた。兄ギヨームもまた庶子であった。
アデライードのポンチュー伯アンゲラン2世との最初の結婚は、兄ギヨームに上ノルマンディーにおける強力な同盟者をもたらした。しかし1049年にランス評議会において、ギヨームとマティルダ・オブ・フランダースとの結婚が近親婚として禁止された時、ブローニュ伯ウスタシュ2世および義弟のポンチュー伯アンゲラン2世も同様に反対した。アデライードは1049/50年ごろに結婚を解消され、ランス伯ランベール2世との結婚が決められた。ランベール2世はブローニュ伯ウスタシュ1世の息子で、この結婚は新たにノルマンディーとブローニュの間で同盟を結ぶためであった。ランベール2世は神聖ローマ皇帝ハインリヒ3世と対立するボードゥアン5世を支援し、1054年にリールで暗殺された。
未亡人となったアデライードはオマールに住んだ。オマールは恐らく最初の夫アンゲラン2世から与えられた寡婦財産か、義弟ポンチュー伯ギー1世の捕縛後の調停で手に入れた地の一部であったとみられる。未亡人として宗教生活に入り半ば引退し、オシーの教会と関わり多くの寄付を行った。1060年、アデライードは再び政略結婚のため呼ばれた。今度の相手は年下のシャンパーニュ伯ウード2世であった。ウードの名がウィリアム1世の1つの特許状にしか見られず、イングランド領地を手に入れることができなかったため、やや失望したようであった。アデライードは自身の権利により直属封臣であった。
1082年、ウィリアム1世とその妃マティルダはカーンのサント・トリニテ修道院に対し、コタンタン半島のル・オムの町をオマール女伯アデライードの生涯における賃借権の取り決めとともにあたえた。1086年、アデライードはオマール女伯（Comitissa de Albatnarla）として『ドゥームズデイ・ブック』に、サフォークおよびエセックスに広大な領地を持つとして掲載されており、アデライードはイングランドに土地を持つ直属封臣として『ドゥームズデイ・ブック』に掲載された数少ないノルマンディー人の貴族女性の一人であった。また、アデライードにはホルダーネスも与えられており、それはアデライードの死後に3度目の夫ウード2世が保持したが、その後はシャンパーニュ伯には継承されず、息子オマール伯エティエンヌが継承した。アデライードは1090年以前に死去した。

## 家族
最初にポンチュー伯アンゲラン2世（1053年没）と結婚し、1女をもうけた。
- アデライード（1096年以降没）[7]

2度目にランス伯ランベール2世（1054年没）と結婚し、1女をもうけた。
- ジュディット - 初代ノーサンブリア伯・ハンティンドン伯ウォルセオフと結婚[12]。娘モードはスコットランド王デイヴィッド1世と結婚した。

1060年にシャンパーニュ伯ウード2世と3度目の結婚をし、1男をもうけた。
- エティエンヌ（1070年頃 - 1127年） - オマール伯[13]